# Josef Ráb
Josef Ráb (* 26. ledna 1948 Hradec Králové) je český ekonom, bývalý československý politik KSČ, za normalizace ministr obchodu České socialistické republiky.

## Biografie
Vystudoval střední školu a v letech 1966-1971 VŠE Praha. V letech 1971-1972 byl referentem v podniku Centrotex Praha. V období let 1972-1984 byl zaměstnancem generálního ředitelství Bavlnářského průmyslu v Hradci Králové, nejprve jako vedoucí referent, pak vedoucí odboru a obchodně výrobní ředitel. Od roku 1985 působil na postu generálního ředitele trustů podniků Obchod textilem Praha. Angažoval se v Socialistickém svazu mládeže, kde dosáhl postu předsedy revizní komise českého ústředního výboru. Byl členem výboru ZO KSČ a Výboru lidové kontroly ONV. Postgraduálně studoval na Vysoké škole politické ústředního výboru Komunistické strany Československa.
V červnu 1986 byl jmenován členem české vlády Josefa Korčáka, Ladislava Adamce a Františka Pitry jako ministr obchodu. Na postu setrval do března 1989.
V živnostenském rejstříku se uvádí bytem Praha. Po sametové revoluci se angažuje v KSČM. V komunálních volbách roku 2006 byl zvolen za KSČM zastupitelem městské části Praha 3. Profesně se uvádí jako ekonom.